# Anisakiosi
L'anisakiosi és una nematodosi causada per la ingestió de larves de nematodes de la família Anisakidae, com pot ser el gènere Anisakis. És freqüent a tot el món, ja que totes les espècies de peixos són susceptibles de ser infestades per paràsits.
La presència d'aquests nematodes en els peixos és un problema universal: n'hi ha en tots els oceans i afecta una gran diversitat d'espècies de peixos i cefalòpodes. En la societat mediterrània, entre les espècies de consum habitual que poden resultar infectades n'hi ha la maire, el seitó, el verat, el sorell, el lluç, la sardina (també preparada com a arengada), la melva, el bacallà, el rap, el pagre, la boga, el carboner, la mòllera fosca, la mòllera pigada, el sabre, la palaia anglesa, la bruixa sense taques, l'oriola i el congre, i cefalòpodes com els calamars, els pops, les sípies, etc.
Qualsevol persona que consumeixi, cru o insuficientment cuinat, peix amb larves infectives (vives) d'aquests nematodes pot contraure l'anisakiosi. La incidència de l'anisakiosi a l'Estat espanyol ha anat augmentant des que se'n va descriure el primer cas, a Valladolid, l'any 1991. La causa de la majoria dels casos ha estat el consum de peix cru, principalment el seitó en vinagre. No obstant això, se sospita que n'hi ha hagut molts altres casos que han passat desapercebuts, i s'estima que la incidència augmentarà atès l'increment de la popularitat dels bars on serveixen sushi i sashimi i altres preparacions culinàries amb peix cru.

## Causes
L'anisakiosi és produïda pel consum de peix preparat cru, fumat en fred, salat o poc cuit infectat per larves vives de paràsits nematodes de la família Anisakidae. Aquesta família n'inclou diverses espècies (Anisakis simplex, Pseudoterranova decipiens, Contracaecum sp…) i la més freqüentment implicada en infeccions humanes és Anisakis simplex.
Les larves d'aquests paràsits són blanquinoses, rodones, de cos cilíndric i allargat, i mesuren normalment entre quatre i trenta mil·límetres de llargària. Es localitzen a les vísceres dels peixos, dins de l'aparell digestiu (als budells, etc.) i també a la musculatura. Apareixen enquistades en forma d'espiral, enrotllades sobre si mateixes o estirades. Aquest són alguns dels preparats que han implicat infeccions en les persones:
- Cebiche: peix amb espècies marinat amb suc de llimona;
- Lomi lomi: salmó marinat amb suc de llimona, ceba i tomàquet;
- Ous de salmó;
- Sashimi: bocins de peix cru;
- Sushi: peces de peix cru amb arròs i altres ingredients;
- Arengada crua en salmorra lleugera;
- Seitó en vinagre;
- Peix fumat en fred (salmó fumat), i
- Peix cuinat insuficientment.

## Transmissió
Els estadis adults d'Anisakis simplex viuen a l'estómac d'alguns mamífers marins (els hostes definitius). Els ous d'aquests nematodes, expulsats amb les femtes de l'hoste, passen a la fase d'embrió i es desclouen a l'aigua i hi romanen com a larves de segon estadi, microscòpiques, que neden lliurement i són capaces de sobreviure dos o tres mesos.
En ser ingerides per crustacis petits, es desenvolupen fins a larves de tercer estadi, i poden ser empassades per peixos i calamars, dins dels quals migren del budell als teixits, sobretot de la cavitat peritoneal, i creixen fins a volums macroscòpics de fins a tres centímetres de longitud o més. Aquestes larves poden transmetre's d'un peix a un altre per depredació. Quan els peixos infectats són ingerits per balenes, marsopes, dofins o altres hostes definitius, les larves penetren en la mucosa gàstrica i es converteixen en adults. D'aquesta manera es tanca el cicle vital del paràsit.
Tot i així, poden arribar a l'ésser humà (hoste accidental) pel consum de peixos marins crus, lleugerament salats o fumats. Aquestes larves penetren en la mucosa gàstrica o intestinal de la mateixa manera que ho haurien fet si les hagués ingerit l'hoste final natural. El cicle biològic de la resta d'anisàkids implicats en infeccions humanes és similar.

## Símptomes
Els símptomes de l'anisakiosi apareixen des d'una hora fins a dues setmanes després d'haver consumit peix, cru o poc cuinat, que contingui el paràsit. Normalment, la malaltia es manifesta amb sensació de formigueig al coll. En casos més greus comporta dolor abdominal intens (gàstric o intestinal), que pot semblar una apendicitis aguda, acompanyat de nàusees i vòmits i, a vegades, de febre i diarrea. També hi ha hagut casos de processos al·lèrgics per hipersensibilitat immediata a l'Anisakis simplex després del consum de peix parasitat, a causa de la presència d'al·lèrgens resistents a la cocció i a la congelació.
Les larves d'anisakis poden penetrar la paret del tracte digestiu i ocasionalment travessar completament la paret intestinal i situar-se en la cavitat abdominal. Les zones on es poden localitzar amb més freqüència són l'estómac i l'ili, però també n'hi pot haver al budell prim, al cec, al còlon, al recte i, ocasionalment, a la llengua i la faringe, als pulmons, al mesenteri, als ganglis limfàtics i al pàncrees.

## Diagnòstic
En els casos en què el malalt vomita o escup el cuc, la malaltia es diagnostica per un examen morfològic del paràsit.
En altres casos cal una endoscòpia i una colonoscòpia que permetin al metge o la metgessa d'examinar l'interior de l'esòfag, de l'estómac i del budell. Aquests aparells estan equipats amb fòrceps mecànics que es poden utilitzar per extreure el cuc. Si el diagnòstic es realitza poc després de la presentació dels símptomes, les larves (generalment vives i parcialment introduïdes en la mucosa) poden extreure's pràcticament senceres i identificar-se posteriorment sense problemes.
En casos més avançats de la infestació, les larves ja han penetrat a la paret i se solen diagnosticar en observar una lesió granulomatosa amb un cuc en la part biopsiada obtinguda per laparotomia (incisió quirúrgica).
El diagnòstic d'anisakiosi es confon sovint amb els d'apendicitis, malaltia de Crohn, úlcera gàstrica o càncer gastrointestinal.

## Tractament
Els casos greus d'anisakiosi solen requerir una intervenció quirúrgica per extreure els nematodes de la lesió i d'aquesta manera reduir el dolor i eliminar-ne la causa. Sembla que els símptomes persisteixen després que el cuc mori, ja que s'han trobat lesions en extraccions quirúrgiques que només contenien restes dels nematodes. Tot i això, els anisakis rarament arriben a la maduresa en els humans i normalment són eliminats espontàniament al cap de tres setmanes de la infecció.